# سيرجيو بوسكيتس
سيرجيو بوسكيتس بورغوس (من مواليد 16 يوليو 1988) هو لاعب كرة قدم إسباني محترف يلعب كلاعب خط وسط دفاعي لنادي إنتر ميامي لكرة القدم في الدوري الأمريكي. صانع ألعاب عميق قادر على توجيه اللعب من خلال التمريرات القصيرة والهادئة وقراءته الفريدة للعبة، ويُعتبر على نطاق واسع أحد أعظم لاعبي خط الوسط الدفاعيين في كل العصور، وأحد أعظم اللاعبين في كل العصور.
انضم بوسكيتس إلى الفريق الأول لبرشلونة في يوليو 2008 وحصل على جائزة أفضل لاعب في الدوري الإسباني في عام 2009. من موسم 2009-2010، كان لاعباً أساسياً في الفريق الأول وكان مساهماً رئيسياً في لعب النادي لمدة 14 عاماً، حتى رحيله في نهاية موسم 2022-2023. شارك بوسكيتس في أكثر من 700 مباراة مع النادي، وفاز بـ 32 لقبًا، بما في ذلك تسعة ألقاب في الدوري الإسباني، وسبعة ألقاب في كأس ملك إسبانيا، وثلاثة ألقاب في دوري أبطال أوروبا. بفضل التوجيه الإداري الأولي من بيب جوارديولا واستخدام فلسفة كرة القدم التيكي تاكا، كان بوسكيتس جزءًا من ثلاثي خط الوسط الذي نال استحسانًا واسع النطاق مع أندريس إنييستا وتشافي. من عام 2008 إلى عام 2015، لعب الثلاثي معًا دورًا فعالًا في نجاحات نادي برشلونة الاستثنائية على أرض الملعب في 7 مواسم، حيث فاز بخمسة ألقاب في الدوري الإسباني، وثلاثة ألقاب في كأس ملك إسبانيا، وثلاثة ألقاب في دوري أبطال أوروبا، والثلاثية القارية (الألقاب الثلاثة في وقت واحد) مرتين، في 2008-2009 و2014-2015.
خاض بوسكيتس مباراته الدولية الأولى مع منتخب إسبانيا في أبريل 2009، وشارك في 143 مباراة مع المنتخب الوطني، وسجل هدفين. ساعد منتخب بلاده على الفوز بكأس العالم لكرة القدم 2010 وبطولة أمم أوروبا 2012، كما شارك في ثلاث بطولات أخرى لكأس العالم وبطولتين لكأس الأمم الأوروبية. واعتزل اللعب الدولي بعد نهائيات كأس العالم 2022.

## المسيرة الكروية

### برشلونة
ولد بوسكيتس في ساباديل، برشلونة، كاتالونيا، وبدأ لعب كرة القدم مع فريق باديا ديل فاليس المحلي، تليها فترات مع باربيرا الأندلس، ليدا وجاباك تيراسا، قبل أن ينضم إلى صفوف شباب برشلونة في عام 2005. سجل سبعة أهداف في 26 مباراة لفريق Juvenil A في موسمه الثاني، وبعد عامين، تمت ترقية بوسكيتس إلى فريق B تحت قيادة بيب جوارديولا، وساعدهم في تحقيق الصعود إلى الدرجة الثالثة. في نفس الموسم، ظهر لأول مرة مع الفريق الأول، حيث دخل كبديل في كأس كاتالونيا.

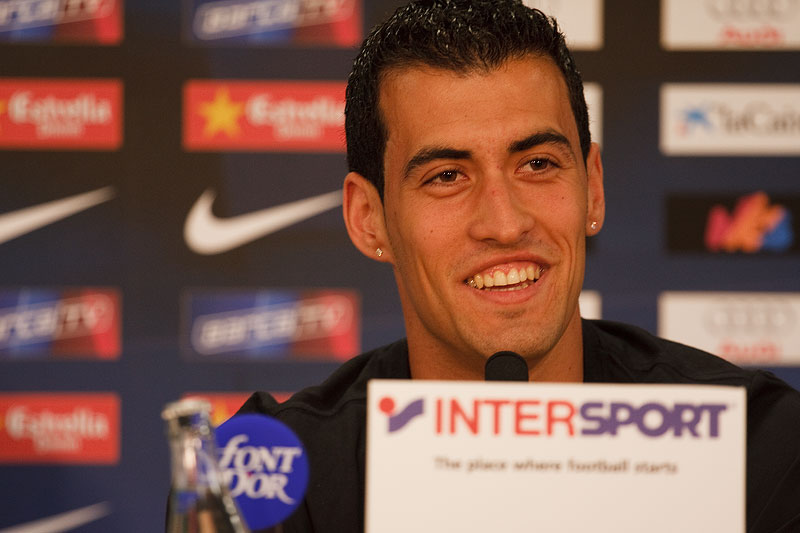
بوسكيتس يحضر مؤتمرًا صحفيًا لبرشلونة في عام 2009

لعب بوسكيتس أول مباراة له في الدوري الإسباني في 13 سبتمبر 2008، وشارك لمدة 90 دقيقة في مباراة انتهت بالتعادل 1-1 على أرضه أمام راسينغ سانتاندير. خلال مباراة برشلونة في دوري أبطال أوروبا 2008-2009 ضد بازل في سانت جاكوب بارك في 22 أكتوبر 2008، سجل الهدف الثاني في الدقيقة 15 في فوز 5-0 في مرحلة المجموعات ؛ في أوائل ديسمبر، في بداية أخرى، سجل هدفه الثاني مع برشلونة في المسابقة، مسجلاً هدفه في الدقيقة 83 من خسارة 2-3 على أرضه أمام شاختار دونيتسك.
في 22 ديسمبر 2008، وقع بوسكيتس على تمديد العقد حتى عام 2013 مع شرط شراء بقيمة 80 يورو. مليون. في 7 مارس 2009، سجل هدفه الأول في الدوري، في فوز 2-0 على أرضه على أتليتيك بلباو.
في 27 مايو 2009، بعد أن لعب بانتظام حيث تنافس على المركز مع الدوليين سيدو كيتا ويايا توريه، ظهر أيضًا في التشكيلة الأساسية لبرشلونة في نهائي دوري أبطال أوروبا، بفوز 2-0 على مانشستر يونايتد في روما ؛ وبهذا الفوز، أصبح كارليس بوسكيتس وسيرجيو بوسكيتس ثالث ثنائي أب وابنه يفوزان معًا بأهم مسابقة للأندية في أوروبا يلعبان لنفس الفريق، لينضما إلى تشيزاري مالديني وباولو مالديني (فازا بها مع ميلان ) ومانويل سانشيز ومانولو سانشيز ( ريال مدريد ).
استمر أداء بوسكيتس الجيد في موسم 2009-2010، مع تفضيل جوارديولا له على توريه كلاعب خط وسط دفاعي مركزي في برشلونة. في مباراة الإياب من نصف نهائي دوري أبطال أوروبا والتي انتهت بفوز برشلونة 1-0 (وهزيمة في النهاية بنتيجة 2-3 في مجموع المباراتين) ضد إنتر ميلان في كامب نو في 28 أبريل 2010، سقط على الأرض بعد أن رفع تياجو موتا ذراعه وبدا أنه يدفع بوسكيتس مباشرة في وجهه. نتيجة لهذا الإجراء، تم إظهار البطاقة الحمراء للأول وطُرد بسبب السلوك العنيف، بينما تعرض الأخير لانتقادات لاحقة من قبل موتا ووسائل الإعلام بسبب تظاهره بالإصابة.
كان بوسكيتس حاضرًا دائمًا في موسم 2010-2011، حتى أنه لعب كقلب دفاع في بعض المناسبات. في 27 يناير 2011، وقع على تمديد العقد الذي سيبقيه في النادي حتى عام 2015. تم زيادة شرط الشراء إلى 150 يورو مليون. في 8 مارس 2011، أثناء لعبه في مركز قلب الدفاع، سجل هدفًا ذاتيًا من ركلة ركنية ضد أرسنال، في دور الـ16 من دوري أبطال أوروبا للموسم، ليعادل النتيجة 1–1؛ فاز برشلونة في النهاية بالمباراة 3–1 (و4–3 في مجموع المباراتين). في 28 مايو، لعب بوسكيتس المباراة كاملة خلال فوز فريقه 3-1 في نهائي دوري أبطال أوروبا على مانشستر يونايتد في ويمبلي.
سجل بوسكيتس هدفًا نادرًا في 24 أبريل 2012، وهو هدفه الرسمي السادس فقط في أربع سنوات، من خلال تمريرة سهلة بعد عرضية إسحاق كوينكا لتصبح النتيجة 1-0 لصالح أصحاب الأرض في مباراة الإياب من نصف نهائي دوري أبطال أوروبا ضد تشيلسي. لم يتمكن برشلونة من التعادل إلا 2-2 ضد عشرة لاعبين حيث عاد النادي الإنجليزي من التأخر 0-2؛ وخسر فريقه في النهاية 2-3 في مجموع المباراتين، بعد أن خسر بالفعل 1-0 في مباراة الذهاب على ملعب ستامفورد بريدج.
في 16 يوليو 2013، وهو اليوم الذي احتفل فيه بعيد ميلاده الخامس والعشرين، وافق بوسكيتس على صفقة جديدة حتى عام 2018، مع بقاء شرط الشراء دون تغيير. في 1 أغسطس 2014، بعد اعتزال قائد النادي والمدافع كارليس بويول، وبناءً على طلب شخصي من المخضرم، تم منحه القميص رقم 5 للموسم القادم وتم اختياره كواحد من القادة الأربعة للنادي إلى جانب تشافي وأندريس إنييستا وليونيل ميسي.

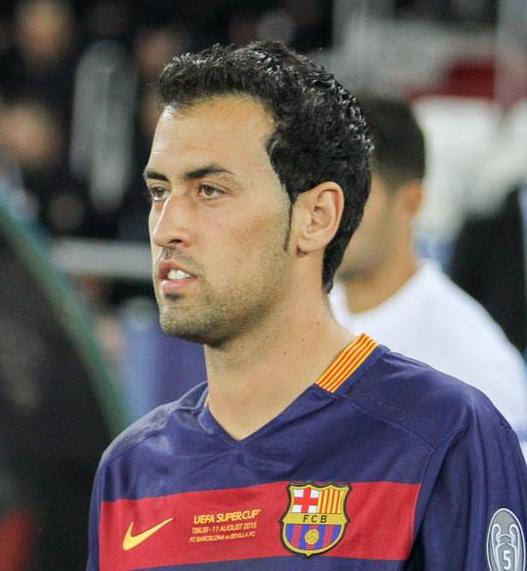
بوسكيتس خلال كأس السوبر الأوروبي 2015 ضد إشبيلية

بدأ بوسكيتس في 6 يونيو في نهائي دوري أبطال أوروبا 2015، حيث فاز الفريق بخامس ألقابه في المسابقة بفوزه على يوفنتوس 3-1 في الملعب الأولمبي في برلين. وهذا جعل برشلونة أول نادٍ في التاريخ يحقق ثلاثية الدوري والكأس المحليين وكأس أوروبا مرتين، وكان داني ألفيس، وبوسكيتس، وأندريس إنييستا، وليونيل ميسي، وبيدرو، وجيرارد بيكيه، وتشافي هم اللاعبون الوحيدون الذين حققوا نفس الإنجاز.
في 3 أكتوبر 2015، تولى بوسكيتس قيادة برشلونة لأول مرة في غياب القائد الأساسي إنييستا والقائد الثاني ميسي في هزيمة خارج أرضه 1-2 أمام إشبيلية.

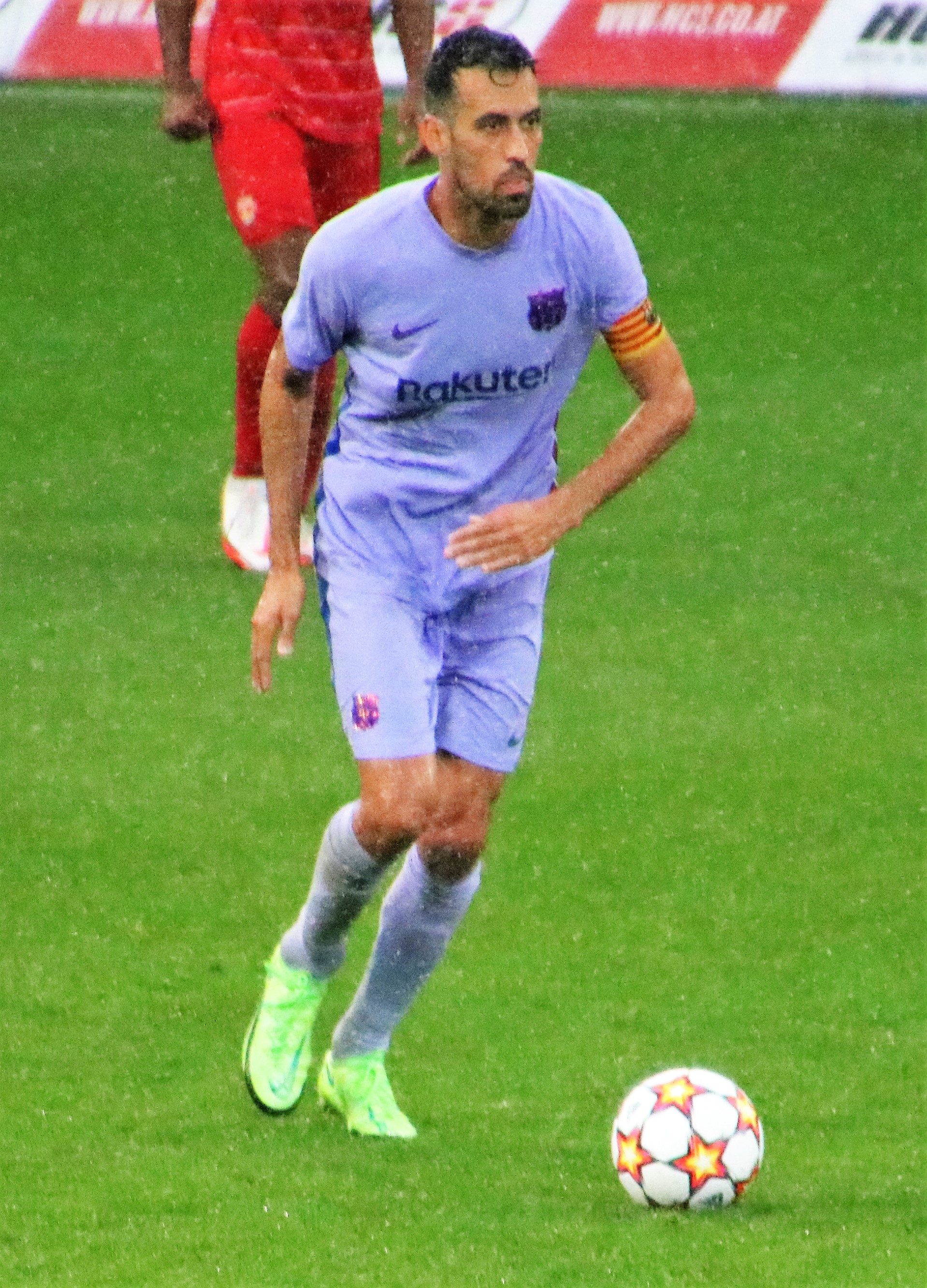
بوسكيتس في عام 2021

افتتح بوسكيتس التسجيل في فوز برشلونة 3-0 على لاس بالماس في 1 أكتوبر 2017، حيث أقيمت المباراة خلف أبواب مغلقة في كامب نو بسبب استفتاء استقلال كتالونيا الجاري. وبعد مرور عام تقريبًا، وقع عقدًا جديدًا حتى يونيو 2023، مما أدى إلى زيادة قيمة الشرط الجزائي من 200 مليون يورو إلى 500 مليون يورو. في 24 نوفمبر 2018، لعب مباراته رقم 500 مع برشلونة خارج أرضه أمام أتلتيكو مدريد، وشارك في مباراته رقم 100 في دوري أبطال أوروبا في 11 ديسمبر، في مباراة تعادل 1-1 في مرحلة المجموعات على أرضه ضد توتنهام هوتسبير.
في 9 يناير 2021، شارك بوسكيتس في مباراته رقم 600 مع برشلونة في فوز 4-0 على غرناطة في لوس كارمينيس. فقط معاصروه تشافي، إنييستا وميسي لعبوا مباريات أكثر في تاريخ النادي. في أغسطس، أصبح قائدًا للنادي بعد رحيل ميسي إلى باريس سان جيرمان. في 12 يناير 2023، شارك بوسكيتس في مباراته رقم 700 مع برشلونة في فوز فريقه بركلات الترجيح بعد التعادل 2-2 ضد ريال بيتيس في ملعب الملك فهد الدولي في نصف نهائي كأس السوبر الإسباني 2023. في المباراة التالية، بعد ثلاثة أيام، شارك بوسكيتس في فوز فريقه 3-1 على ريال مدريد في نهائي كأس السوبر الإسباني 2023، ليصبح اللاعب الأكثر مشاركة في تاريخ الكلاسيكو برصيد 45 مباراة، بالتساوي مع ليونيل ميسي وسيرجيو راموس. بالإضافة إلى ذلك أصبح اللاعب صاحب أكبر عدد من الانتصارات في مباريات الكلاسيكو، بواقع 21 مباراة، مناصفة مع باكو خينتو. في 2 مارس، في مباراة الكلاسيكو التالية، حطم بوسكيتس كلا الرقمين حيث فاز برشلونة 0-1 في مباراة الذهاب من نصف نهائي كأس ملك إسبانيا 2023.
في 10 مايو 2023، أعلن بوسكيتس أنه سيغادر برشلونة بحلول نهاية الموسم.

### إنتر ميامي
في 23 يونيو 2023، أعلن نادي إنتر ميامي عن تعاقده مع بوسكيتس. في 16 يوليو، وقع بوسكيتس رسميًا عقدًا لمدة عامين ونصف مع إنتر ميامي. وانضم إليه في النادي زميلاه السابقان في فريق برشلونة ميسي وجوردي ألبا. فاز بأول لقب له مع النادي في 20 أغسطس 2023، حيث ساعد إنتر ميامي على الفوز على ناشفيل إس سي في نهائي كأس الدوري 2023. في 7 مارس، خاض بوسكيتس وإنتر ميامي مباراتهما الأولى في كأس أبطال الكونكاكاف ضد نادي ناشفيل. ساعد في تسجيل هدف التعادل الذي أحرزه لويس سواريز في الوقت بدل الضائع، ليساعد في انتهاء مباراة الذهاب بالتعادل 2-2. في 20 أبريل 2024، سجل بوسكيتس هدفه الأول للنادي في فوز 3-1 على نادي ناشفيل.

## المسيرة الدولية

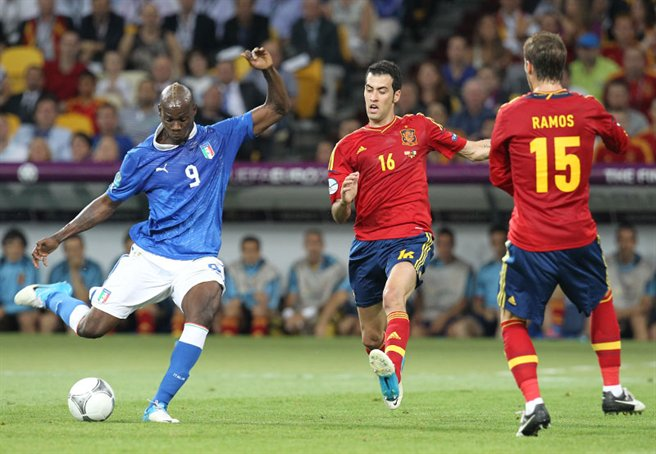
بوسكيتس (وسط) يلعب لصالح إسبانيا ضد إيطاليا في نهائي يورو 2012

في 11 أكتوبر 2008، حصل بوسكيتس على أول مباراة دولية له مع منتخب إسبانيا تحت 21 عامًا في مباراة الذهاب خارج أرضه ضد سويسرا في تصفيات بطولة أوروبا تحت 21 عامًا 2009. سجل في الدقيقة 17 من المباراة التي خسرها الفريق بنتيجة 1-2، على الرغم من أنهم خرجوا في النهاية منتصرين بنتيجة 4-3 في مجموع المباراتين. في 28 ديسمبر، لعب أول مباراة له مع الفريق التمثيلي الكتالوني، حيث بدأ في الفوز 2-1 على كولومبيا في كامب نو.
في 11 فبراير 2009، تم استدعاء بوسكيتس إلى تشكيلة المنتخب الأول لمباراة ودية ضد إنجلترا. تم اختياره كبديل في مباراة تصفيات كأس العالم 2010 لكرة القدم ضد تركيا في 28 مارس 2009، حيث ظهر لأول مرة في مباراة العودة في 1 أبريل، حيث لعب 16 دقيقة في فوز 2-1 في إسطنبول بعد استبدال ديفيد سيلفا. في الصيف، ذهب إلى أول بطولة كبرى له، وساعد إسبانيا على الحصول على المركز الثالث في كأس القارات 2009 في جنوب أفريقيا.
تم اختيار بوسكيتس من قبل المدير الفني فيسينتي ديل بوسكي لكأس العالم 2010 في نفس البلد، ليتولى دور لاعب الوسط المدافع الذي كان يشغله البرازيلي المجنس ماركوس سينا سابقًا في الفوز ببطولة يورو 2008. لعب جميع مباريات البطولة والدقائق مع أبطال العالم في نهاية المطاف، باستثناء آخر 30 دقيقة من الخسارة 0-1 في مرحلة المجموعات أمام سويسرا في ديربان. أنهى البطولة بثالث أعلى معدل نجاح في التمريرات، إلى جانب زميله بويول، حيث أكمل 88% من تمريراته.
في بطولة أمم أوروبا 2012 التي أقيمت في بولندا وأوكرانيا، شارك بوسكيتس في كل دقيقة من المباراة التي فازت فيها إسبانيا باللقب، وتم اختياره ضمن فريق البطولة. في 8 سبتمبر 2014، سجل هدفه الدولي الأول في فوز 5-1 على مقدونيا خلال مرحلة التصفيات المؤهلة لبطولة يورو 2016. وجاء هدفه الثاني خلال نفس البطولة في 15 نوفمبر، في هزيمة بيلاروسيا 3-0 في هويلفا. تم اختياره للبطولة النهائية في فرنسا.
احتفل بوسكيتس بمباراته رقم 100 مع إسبانيا في 9 أكتوبر 2017، في فوز 1-0 خارج أرضه على إسرائيل في تصفيات كأس العالم 2018. وبعد ذلك، تم اختياره ضمن تشكيلة جولين لوبيتيغي للنهائيات في روسيا.
في 7 أكتوبر 2020، قاد بوسكيتس المنتخب الإسباني لأول مرة في مباراة ودية انتهت بالتعادل السلبي خارج أرضه أمام البرتغال، بينما كان سيرجيو راموس على مقاعد البدلاء. في مايو التالي، تم ضمه إلى تشكيلة لويس إنريكي المكونة من 24 لاعباً لبطولة يورو 2020. في غياب راموس، تم تعيينه قائدًا. جاءت نتيجة اختباره إيجابية لـ COVID-19 قبل ثمانية أيام من المباراة الأولى لإسبانيا، مما تسبب في انسحاب الفريق بأكمله من مباراة الإحماء الأخيرة ضد ليتوانيا. غاب عن أول مباراتين في دور المجموعات، وكلاهما تعادل، قبل أن يعود للفريق في المباراة الثالثة، حيث تم اختياره كرجل المباراة من قبل الاتحاد الأوروبي لكرة القدم بعد فوز 5-0 على سلوفاكيا. بعد أربعة أيام، في مباراة دور الـ16 ضد كرواتيا، تم اختيار بوسكيتس مرة أخرى كرجل المباراة في فوز فريقه 5-3 في الوقت الإضافي. في ربع النهائي، سدد كرة في القائم مع الركلة الأولى لإسبانيا في ركلات الترجيح ضد سويسرا، على الرغم من فوز فريقه.
في نهائي دوري الأمم الأوروبية ضد فرنسا في 10 أكتوبر 2021، مرر بوسكيتس الكرة إلى ميكيل أويارزابال الذي سجل الهدف الافتتاحي للمباراة، على الرغم من أن إسبانيا عانت في النهاية من هزيمة 2-1. بفضل أدائه طوال نهائيات دوري الأمم الأوروبية 2021، فاز بوسكيتس بجائزة أفضل لاعب في النهائيات من Hisense.
في كأس العالم 2022، تولى بوسكيتس قيادة المنتخب الوطني خلال البطولة في قطر. في دور الـ16، أضاع ركلة جزاء خلال ركلات الترجيح ضد المغرب، والتي انتهت بهزيمة 3-0 بعد التعادل بدون أهداف.
في 16 ديسمبر 2022، أعلن بوسكيتس اعتزاله اللعب الدولي، بعد أن شارك في 143 مباراة على مدار 14 عامًا.
يعتبره العديد من الخبراء واحدًا من أفضل لاعبي خط الوسط في جيله، وأحد أعظم لاعبي خط الوسط المدافعين على مر العصور، عادةً ما يتم نشر بوسكيتس إما كلاعب خط وسط مركزي أو لاعب خط وسط دفاعي، على الرغم من أنه قادر أيضًا على اللعب كمدافع مركزي. يُعرف بوسكيتس بإعادة تعريف مركز خط الوسط العميق من خلال التركيز على ذكاء كرة القدم والتمرير الدقيق والقدرة "العبقرية" على قراءة اللعبة بدلاً من القوة أو القوة البدنية الساحقة. إنه لاعب مجتهد، يتفوق في اعتراض الكرات السائبة وكسر لعبات الخصم بسبب حسه التمركزي، وصفاته الدفاعية، ومعالجته، وذكائه التكتيكي، وقدرته على قراءة اللعبة، على الرغم من افتقاره إلى السرعة. بفضل رؤيته وسيطرته على الكرة وبراعته البدنية ومهاراته الفنية وهدوئه على الكرة وقدرته على التمرير الدقيق، نادرًا ما يتخلى عن حيازة الكرة، وإلى جانب زملائه السابقين في خط وسط برشلونة، مثل إنييستا وتشافي وإيفان راكيتيتش، فقد لعب أيضًا دورًا إبداعيًا مهمًا في تحديد وتيرة فريقه في خط الوسط كصانع ألعاب عميق من خلال تمريراته القصيرة. وقد تم تشبيه دوره أيضًا بدور metodista ("قلب الدفاع" في المصطلحات الإيطالية لكرة القدم)، وذلك بسبب قدرته على التحكم في اللعب في خط الوسط بالإضافة إلى مساعدة فريقه دفاعيًا. أدى مركزه وأسلوب لعبه إلى مقارنته بمديره السابق، وكذلك زميله السابق في منتخب إسبانيا وبرشلونة، بيب جوارديولا.
أشاد المدرب ديل بوسكي ببوسكيتس قائلاً: "إذا شاهدت المباراة كاملةً، فلن ترى بوسكيتس، ولكن شاهد بوسكيتس وستشاهد المباراة كاملةً." كما أن طول بوسكيتس يسمح له بالفعالية في الكرات العالية، ويُمكّنه من التقدم إلى مواقع هجومية أكثر في بعض الأحيان، مما يوفر منفذًا هجوميًا إضافيًا لفريقه. واتهم بوسكيتس بالتمثيل في الماضي، بسبب ميله للمبالغة في ارتكاب الأخطاء. ومع ذلك، ردًا على هذه الانتقادات، دافع عن سلوكه باعتباره سلوكًا ذكيًا، مجادلًا بأن حقائق اللعبة أكثر تعقيدًا.
غالبًا ما يُعتبر بوسكيتس أحد أكثر لاعبي كرة القدم الذين لا يحظون بالتقدير الكافي في العالم، وقد نال الثناء من أقرانه، حيث قال زميله الحالي في النادي ميسي "عندما تكون هناك مشكلة، سيكون بوسكيتس موجودًا دائمًا".

## الحياة الشخصية
وكان والد بوسكيتس، كارليس، لاعب كرة قدم أيضًا. لعب كحارس مرمى لفريق برشلونة لعدة سنوات خلال التسعينيات، على الرغم من أنه كان يلعب كحارس مرمى احتياطي بشكل حصري تقريبًا.
في عام 2014، بدأ بوسكيتس علاقة مع إيلينا جاليرا. لديهم ولدان ولدا في عام 2016 و 2018. يوجد على ساعده الأيسر وشم باللغة العربية يعني "شيء لك، الحياة في بلدي"، مخصصًا لجده من جهة أمه الذي كان قريبًا جدًا منه.

## إحصائيات المهنة

### النادي
آخر تحديث المباراة لعبت في 19 يونيو 2025
.
| النادي       | الموسم       | الدوري                           | الدوري    | الدوري  | كأس وطني  | كأس وطني |
| النادي       | الموسم       | القسم                            | التطبيقات | الأهداف | التطبيقات | الأهداف  |
| ------------ | ------------ | -------------------------------- | --------- | ------- | --------- | -------- |
| برشلونة ب    | 2007–08 ‏     | الدوري الإسباني الدرجة الثالثة   | 23        | 2       | -أجل      | -أجل     |
| برشلونة ب    | 2008–09      | الدوري الإسباني الدرجة الثانية ب | 2         | 0       | -أجل      | -أجل     |
| برشلونة ب    | إجمالي       | إجمالي                           | 25        | 2       | -أجل      | -أجل     |
| برشلونة      | 2008–09      | لاليغا                           | 24        | 1       | 9         | 0        |
| برشلونة      | 2009–10      | لاليغا                           | 33        | 0       | 4         | 0        |
| برشلونة      | 2010–11      | لاليغا                           | 28        | 1       | 5         | 0        |
| برشلونة      | 2011–12      | لاليغا                           | 31        | 1       | 8         | 0        |
| برشلونة      | 2012–13      | لاليغا                           | 31        | 1       | 4         | 0        |
| برشلونة      | 2013–14      | لاليغا                           | 32        | 1       | 5         | 1        |
| برشلونة      | 2014–15      | لاليغا                           | 33        | 1       | 4         | 0        |
| برشلونة      | 2015–16      | لاليغا                           | 35        | 0       | 5         | 0        |
| برشلونة      | 2016–17      | لاليغا                           | 33        | 0       | 5         | 0        |
| برشلونة      | 2017–18      | لاليغا                           | 31        | 1       | 7         | 0        |
| برشلونة      | 2018–19      | لاليغا                           | 35        | 0       | 6         | 0        |
| برشلونة      | 2019–20      | لاليغا                           | 33        | 2       | 2         | 0        |
| برشلونة      | 2020–21      | لاليغا                           | 36        | 0       | 6         | 0        |
| برشلونة      | 2021–22      | لاليغا                           | 36        | 2       | 2         | 0        |
| برشلونة      | 2022–23      | لاليغا                           | 30        | 0       | 5         | 0        |
| برشلونة      | إجمالي       | إجمالي                           | 481       | 11      | 77        | 1        |
| "إنتر ميامي" | 2023         | الدوري الأمريكي لكرة القدم       | 11        | 0       | 2         | 0        |
| "إنتر ميامي" | 2024         | الدوري الأمريكي لكرة القدم       | 30        | 1       | -أجل      | -أجل     |
| "إنتر ميامي" | 2025         | الدوري الأمريكي لكرة القدم       | 15        | 0       | -أجل      | -أجل     |
| "إنتر ميامي" | إجمالي       | إجمالي                           | 56        | 1       | 2         | 0        |
| إجمالي المهن | إجمالي المهن | إجمالي المهن                     | 562       | 14      | 79        | 1        |

### دولي

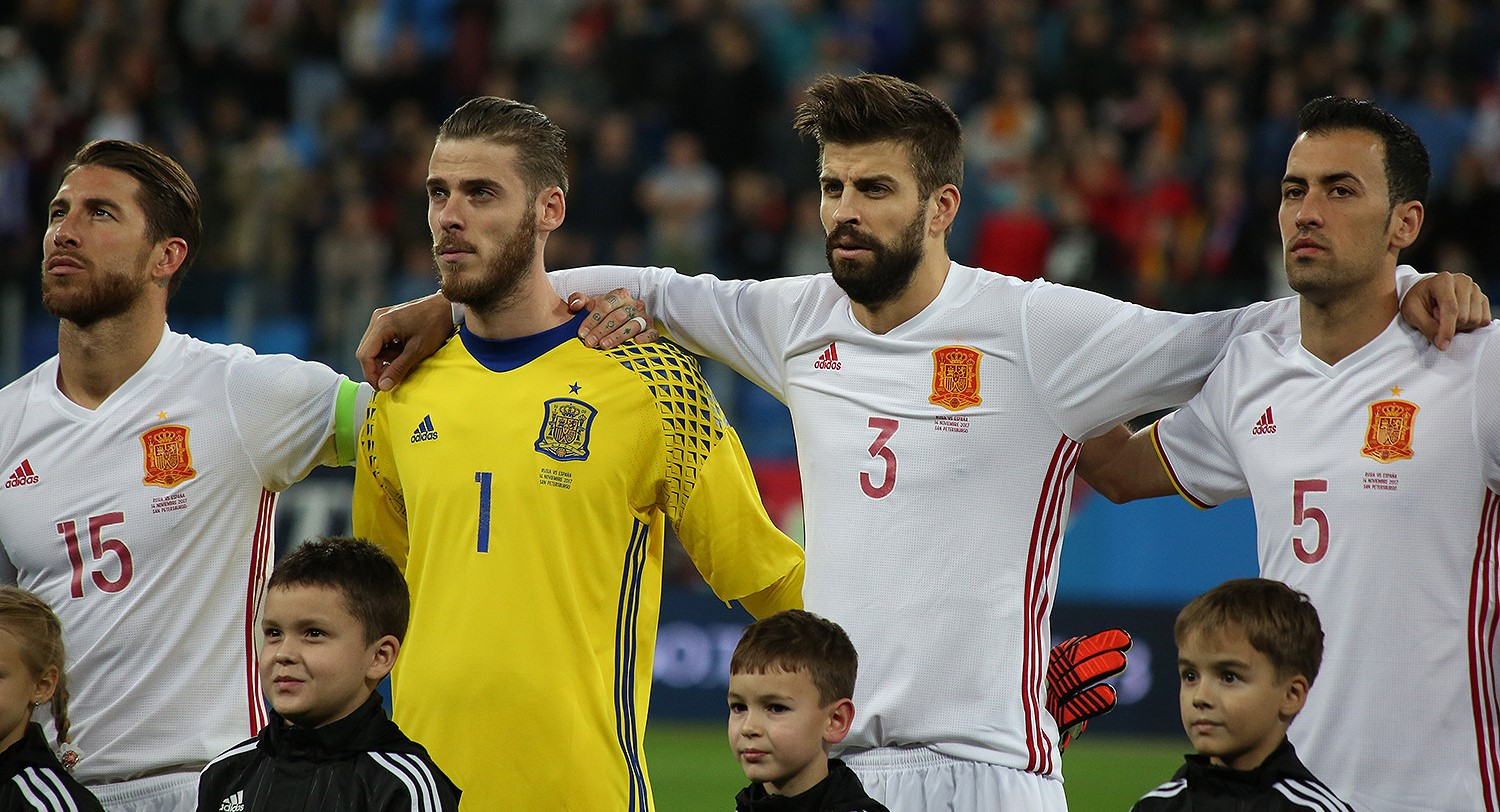
بوسكيتس (أقصى اليمين) يستعد لمنتخب إسبانيا في عام 2017

| المنتخب الوطني | سنة     | التطبيقات | الأهداف |
| -------------- | ------- | --------- | ------- |
| إسبانيا        | 2009    | 10        | 0       |
| إسبانيا        | 2010    | 16        | 0       |
| إسبانيا        | 2011    | 11        | 0       |
| إسبانيا        | 2012    | 14        | 0       |
| إسبانيا        | 2013    | 12        | 0       |
| إسبانيا        | 2014    | 11        | 2       |
| إسبانيا        | 2015    | 8         | 0       |
| إسبانيا        | 2016    | 12        | 0       |
| إسبانيا        | 2017    | 8         | 0       |
| إسبانيا        | 2018    | 9         | 0       |
| إسبانيا        | 2019    | 5         | 0       |
| إسبانيا        | 2020    | 4         | 0       |
| إسبانيا        | 2021    | 13        | 0       |
| إسبانيا        | 2022    | 10        | 0       |
| المجموع        | المجموع | 143       | 2       |

قائمة الأهداف والنتائج: أولًا، يشير عمود الأهداف إلى النتيجة بعد كل هدف سجله بوسكيتس
| لا. | تاريخ          | مكان                                 | كاب | الخصم   | نتيجة | نتيجة | مسابقة                       |
| --- | -------------- | ------------------------------------ | --- | ------- | ----- | ----- | ---------------------------- |
| 1   | 8 سبتمبر 2014  | سيوتات دي فالينسيا، فالنسيا، إسبانيا | 70  | مقدونيا | 3-1   | 5-1   | تصفيات بطولة أمم أوروبا 2016 |
| 2   | 15 نوفمبر 2014 | نويفو كولومبينو، هويلفا, إسبانيا     | 73  | بيلاروس | 2-0   | 3–0   | تصفيات بطولة أمم أوروبا 2016 |

## الأوسمة
برشلونة

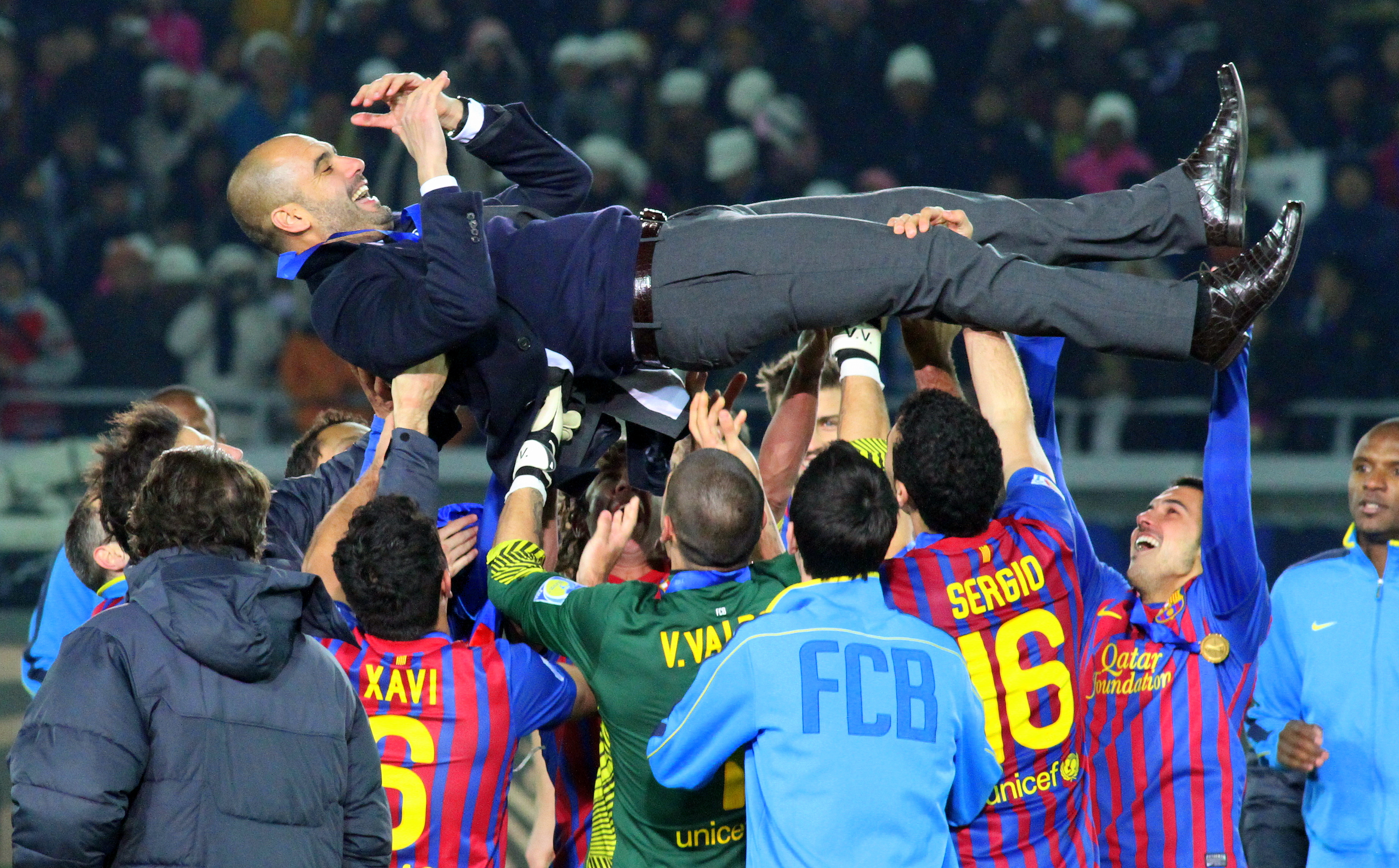
بوسكيتس (الذي يرتدي الرقم 16) يساعد زملائه في فريق برشلونة على رفع المدرب بيب جوارديولا بعد فوزهم بكأس العالم للأندية 2011.

- الدوري الإسباني : 2008–09، 2009–10، 2010–11، 2012–13، 2014–15، 2015–16، 2017–18، 2018–19، 2022–23
- كأس الملك : 2008–09، 2011–12، 2014–15، 2015–16، 2016–17، 2017–18، 2020–21
- كأس السوبر الإسباني : 2009، 2010، 2011، 2013، 2016، 2018، 2023
- دوري أبطال أوروبا UEFA : 2008–09، 2010–11، 2014–15
- كأس السوبر الأوروبي : 2009، 2011، 2015
- كأس العالم للأندية FIFA : 2009، 2011، 2015

إنتر ميامي
- درع المشجعين : 2024[118]
- كأس الدوري : 2023[119]

إسبانيا
- كأس العالم لكرة القدم : 2010[120]

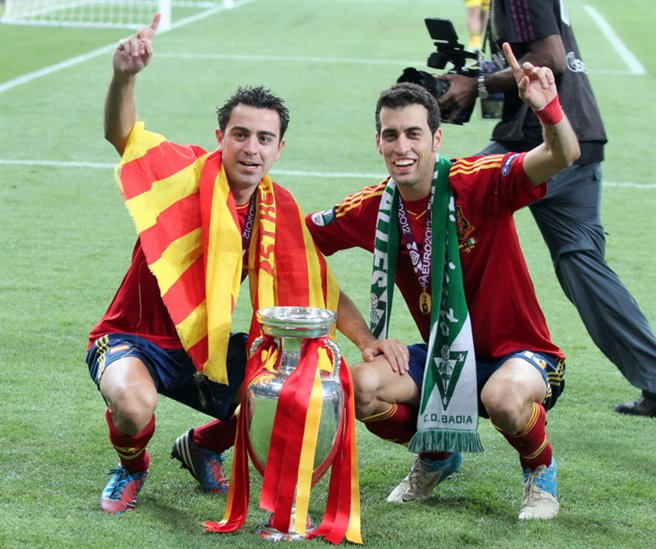
تشافي وبوسكيتس بعد فوز إسبانيا ببطولة أوروبا 2012

- بطولة أمم أوروبا لكرة القدم : 2012[121]
- وصيف البطل كأس القارات 2013؛ المركز الثالث: 2009
- وصيف دوري الأمم الأوروبية : 2020–21[122]

فردي
- جائزة برافو : 2009[123]
- اللاعب الصاعد في الدوري الإسباني : 2009[124]
- فريق نجوم كأس العالم لكرة القدم 2010[125]
- فريق بطولة أمم أوروبا لكرة القدم 2012[123]
- تشكيلة دوري أبطال أوروبا للموسم: 2014–15[126]
- فريق الموسم في الدوري الإسباني : 2015–16[127]
- فريق الموسم للدوري الإسباني لكرة القدم : 2015–16[128]
- أفضل لاعب في نهائيات دوري الأمم الأوروبية لعام 2021[129]
- نجوم الدوري الأمريكي لكرة القدم : 2024

الأوسمة
- جوائز أمير أستورياس : 2010[130]
- الميدالية الذهبية للوسام الملكي للاستحقاق الرياضي : 2011[131]

## روابط خارجية
- سيرجيو بوسكيتس على موقع الاتحاد الدولي (مؤرشف)  (الإنجليزية)
- سيرجيو بوسكيتس على موقع الاتحاد الأوربي (الإنجليزية)
- سيرجيو بوسكيتس على موقع الدوري الأمريكي (الإنجليزية)
- سيرجيو بوسكيتس على موقع قاعدة بيانات كرة القدم.إي يو (الإنجليزية)
- سيرجيو بوسكيتس على موقع ليكيب (الفرنسية)
- سيرجيو بوسكيتس على موقع ناشيونال فوتبول تيمز (الإنجليزية)
- سيرجيو بوسكيتس على موقع Soccerbase.com (لاعب) (الإنجليزية)
- سيرجيو بوسكيتس على موقع Soccerway.com (الإنجليزية)
- سيرجيو بوسكيتس على موقع عالم كرة القدم.نت (الإنجليزية)
- سيرجيو بوسكيتس على موقع AS.com (الإسبانية)